# 内格罗河畔阿帕雷西达
内格罗河畔阿帕雷西达是巴西托坎廷斯州的一个市镇。总面积1160.363平方公里，总人口4018人，人口密度3.5人/平方公里。